# Валеш-ду-Риу
Валеш-ду-Риу (порт. Vales do Rio)  —  район (фрегезия) в Португалии,  входит в округ Каштелу-Бранку. Является составной частью муниципалитета  Ковильян. По старому административному делению входил в провинцию Бейра-Байша. Входит в экономико-статистический  субрегион Кова-да-Бейра, который входит в Центральный регион. Население составляет 839 человек о состоянию на 2001 год. Занимает площадь 4,86 км².